# 環濠城館
環濠城館（クリークじょうかん）是佐賀平原發達且特有，引用溪流包圍而成的城館。

## 結構
構造為連結在溪流中的大小島嶼而成。作為結果而言成了群郭式設計。

## 特徵
- 不容易區分出主郭。

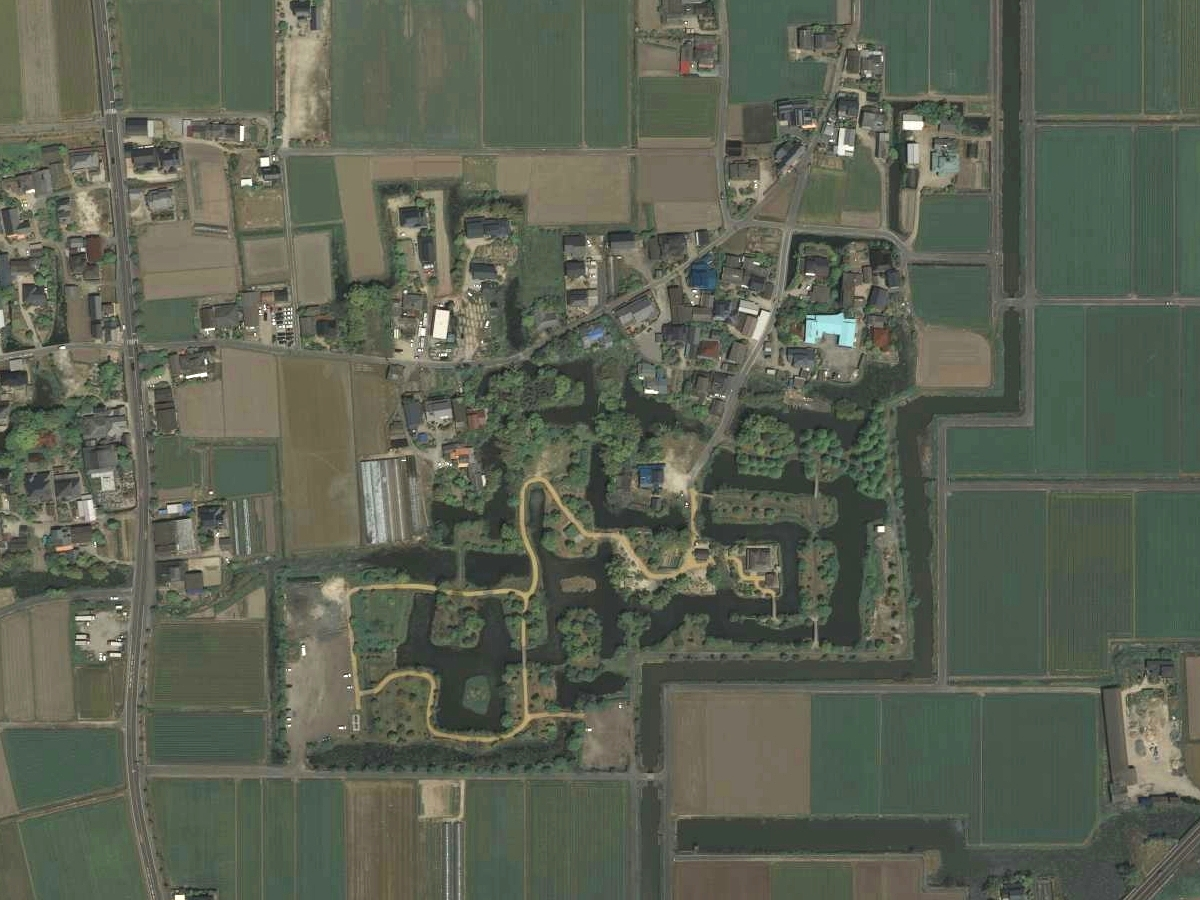
横武城跡的彩色空拍圖/國土交通省「國土畫像情報」（發佈來源：日本國土地理院地圖、空中寫真閱覽服務）

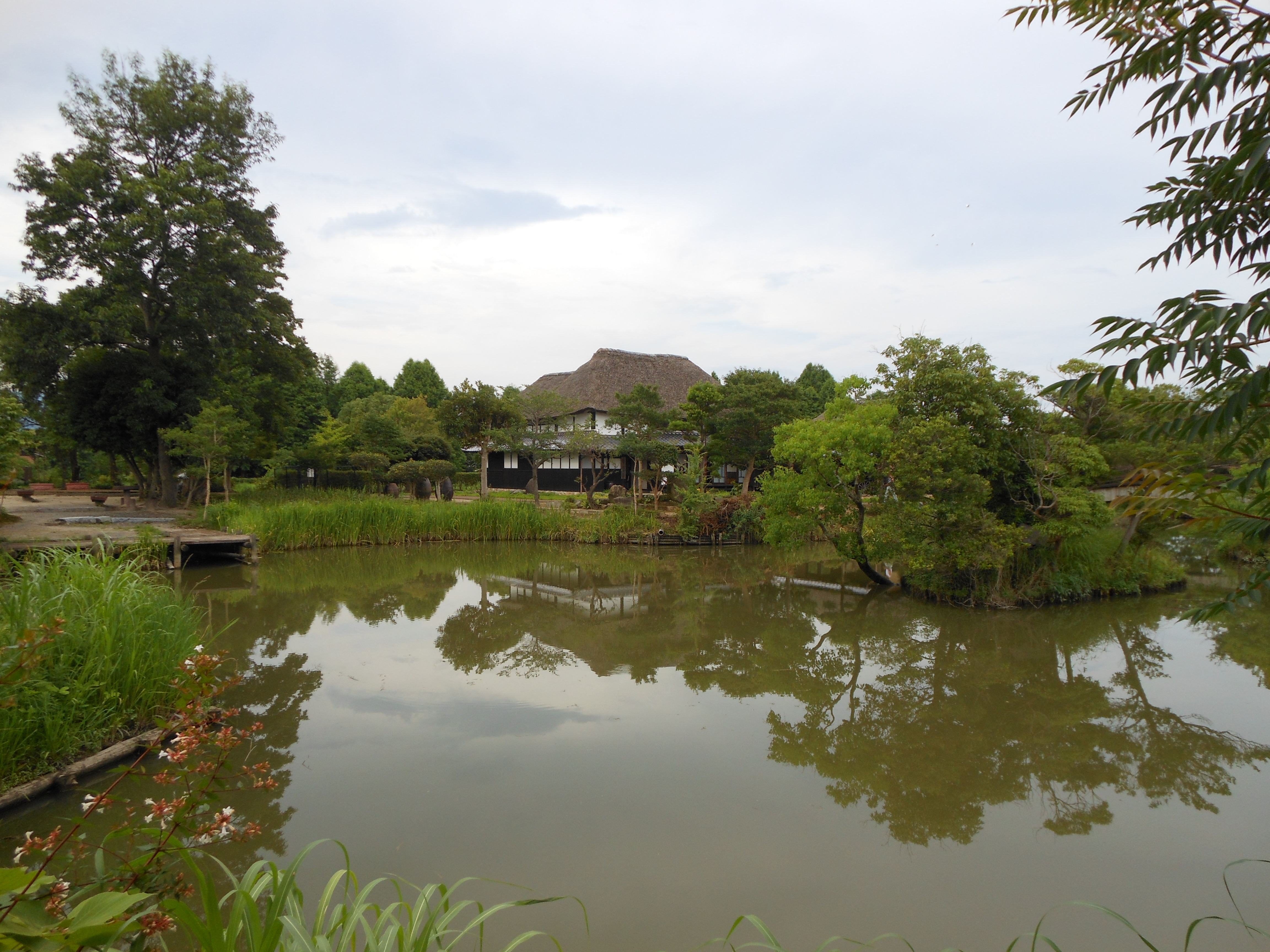
横武城跡中的復原古民家。與古民家等高的樹木茂盛，不容易清楚見到週圍全貌。

- 沒有如織豐系城郭、武田流築城術、北條流築城術那般精緻發展至極的設計，構造較為素簡。防御力低弱。
- 不是為了面對大軍壓境的長時間圍城戰而設計。
- 沒有後詰城。一般而言會如要害山城之於躑躅崎館般，對於城館防禦力的不安而建造可後防的城塞，但在此則沒有。
- 因為只是將小島連結而成，建築費用便宜。

## 代表例
- 直鳥城
- 崎村城
- 姊川城
- 横武城

## 相關項目
- 溪流
- 環濠集落